# Góry Przylądkowe

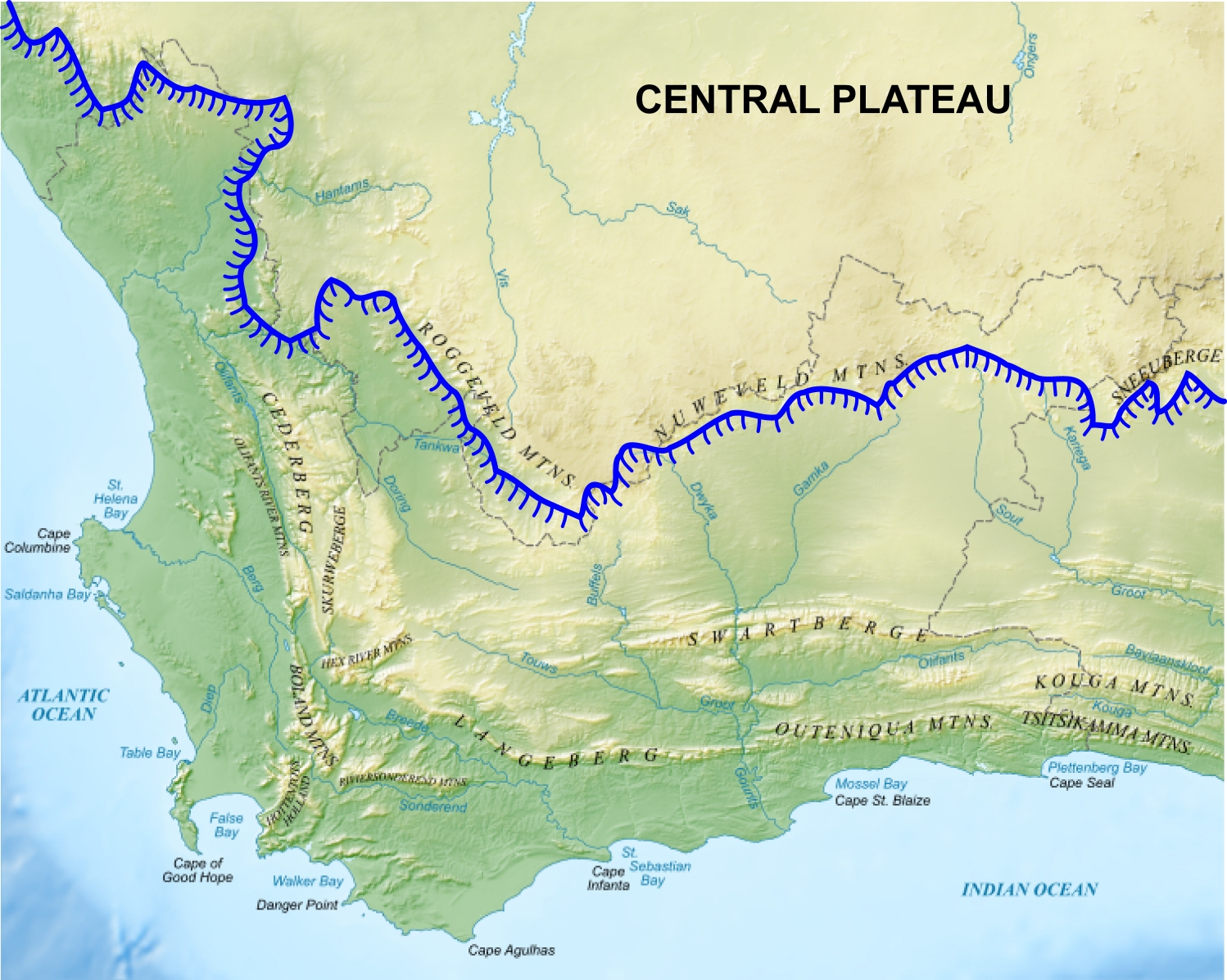
Mapa hipsometryczna Południowej Afryki z zaznaczonymi Górami Przylądkowymi

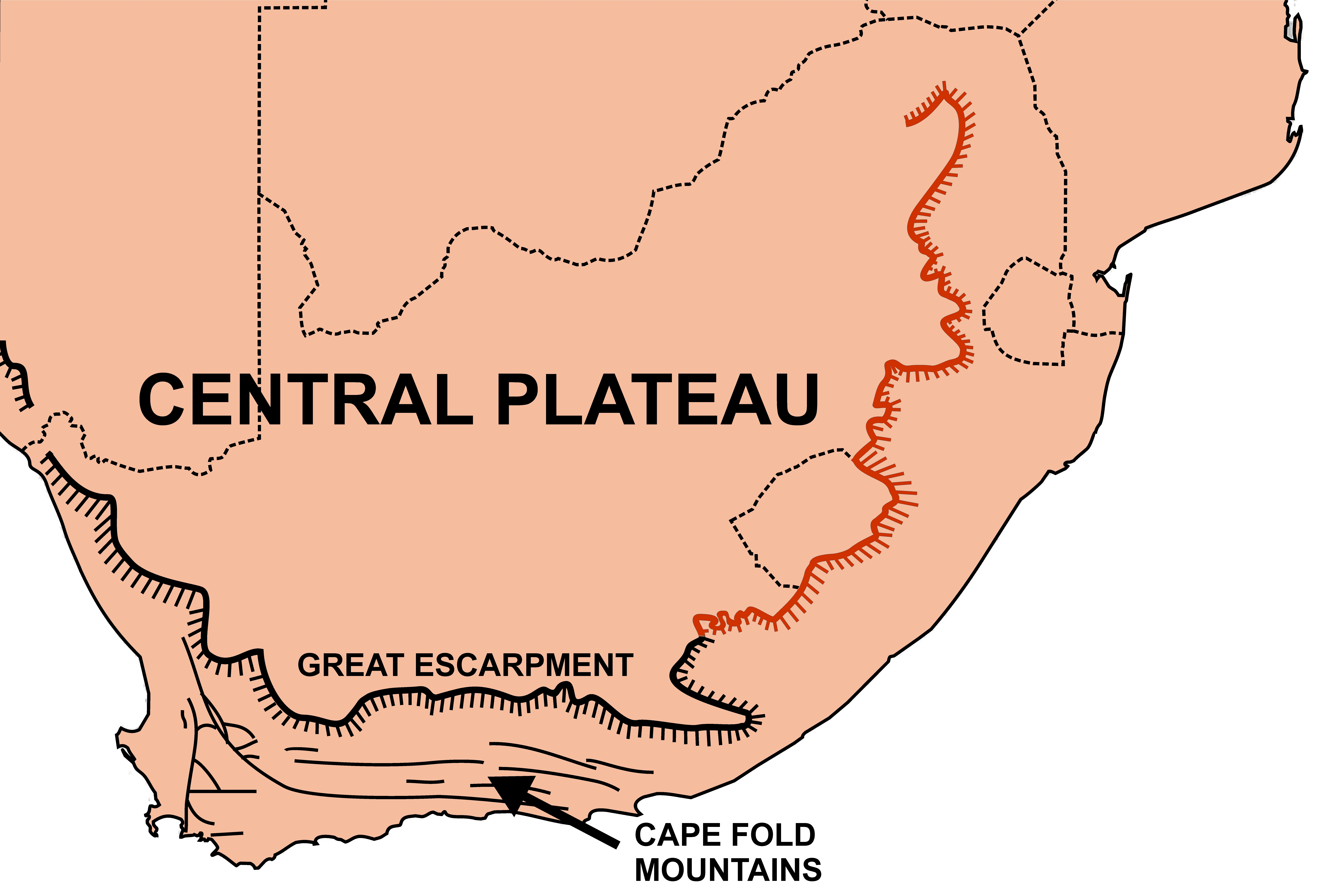
Szkic Gór Przylądkowych i Basenu Karru

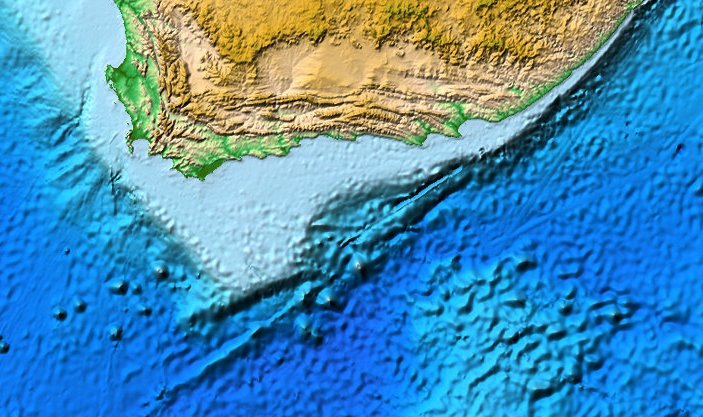
Model Gór Przylądkowych, przyległego szelfu i Oceanu

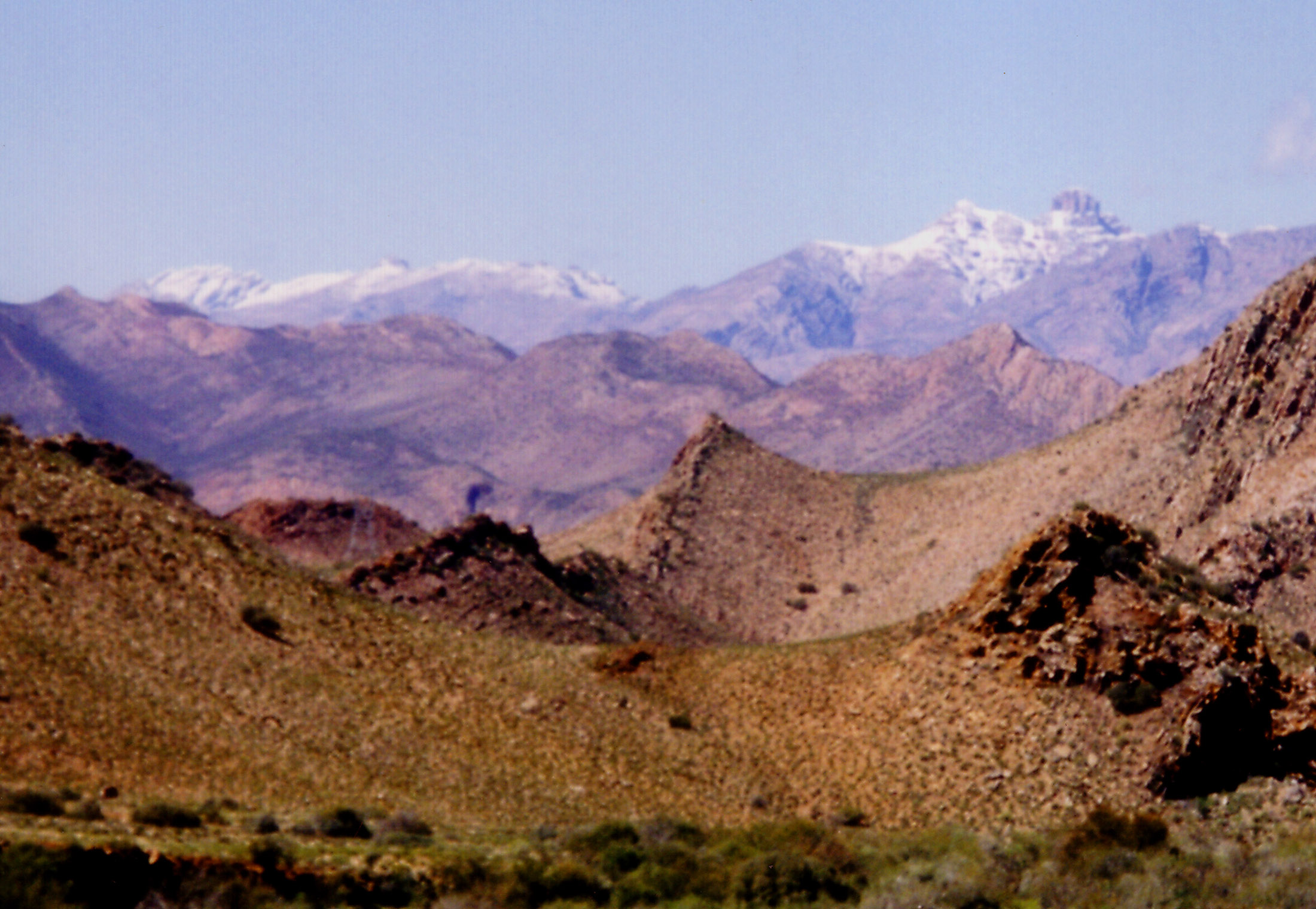
Góry Czarne widziane od północy, z okolic Laingsburga

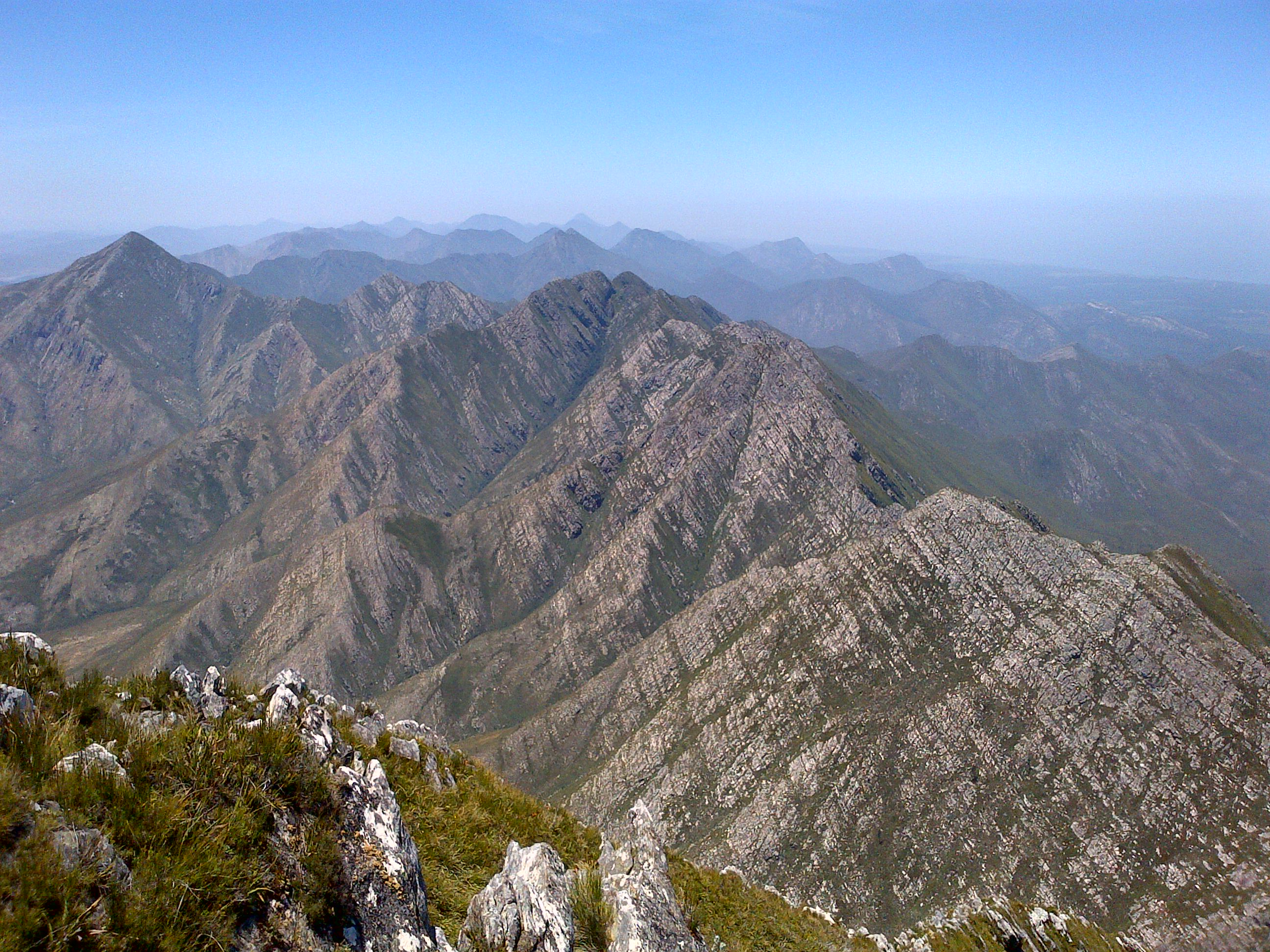
Góry Czarne, masyw Tsitsikamma

Zafałdowane skały w Górach Czarnych

Góry Przylądkowe – góry w Południowej Afryce.

## Położenie
Góry Przylądkowe położone są na południowym krańcu Afryki, o rozciągłości równoleżnikowej. Jest to silnie rozczłonkowane pasmo ciągnące się od ujścia rzeki Olifants na zachodzie do zatoki Algoa na wschodzie.
Ich długość wynosi ok. 800 km, szerokość do 100 km.
Składają się z kilku masywów, z których najważniejsze są 2 łańcuchy górskie:
- południowe Góry Długie (Langeberge), wysokość do 2080 m
- północne Góry Czarne (Swartberge), wysokość do 2326 m

Między tymi pasmami leży kotlina śródgórska zwana Karru Małym.

## Budowa geologiczna
Zbudowane głównie z osadów syluru, dewonu i dolnego karbonu o miąższości do 3000 m. Głównymi skałami są piaskowce, łupki i kwarcyty. Zalegają one niezgodnie na prekambryjskich skałach krystalicznych, a na zachodzie również osadowych platformy południowoafrykańskiej.
W Górach Przylądkowych występują trzy serie skał osadowych:
- seria Table Mountains
- seria Bokkeveld
- seria Witteberg

Seria Table Mountains o miąższości ok. 1500 m, zbudowana jest głównie ze średnioziarnistych piaskowców podobnych do kwarcytów, barwy białej, o skośnym warstwowaniu, z wkładkami zlepieńców i dwoma poziomami łupków. Górny poziom łupkowy przypomina tillity. Wiek tych osadów określono jako sylurski.
Seria Bokkeveld o miąższości ok. 750 m, jest zbudowana głównie z łupków z czterema kompleksami piaskowców. Fauna występująca w dolnej części serii wskazuje na górną część dolnego dewonu. Ku górze maleje ilość fauny, natomiast pojawiają się szczątki flory, a lokalnie pojawiają się cienkie wkładki węgla.
Seria Witteberg o miąższości ok. 1200 m, utworzona jest głównie z białych, drobnoziarnistych kwarcyt i z łupków ilastych (łupków dachówkowych). Wiek serii Witteberg oznaczono jako górny dewon i dolny karbon. Seria Witteberg jest przykryta przez tillity serii Dwyke, należącej do formacji Karru.
Serie skalne zostały zafałdowane w czasie orogenezy waryscyjskiej. Występują tu łagodne fałdy o dużych promieniach.
Na północy osady Gór Przylądkowych przykryte są utworami formacji Karru.

## Złoża
Złoża fosforytów.